# Burgstall Unterleiterbach
Der Burgstall Unterleiterbach ist eine abgegangene Burg nordöstlich der Kirche von Unterleiterbach, einem Ortsteil des Marktes Zapfendorf im Landkreis Bamberg in Bayern.
Der Adelssitz war im Besitz der Herren von Schaumberg, wurde im 15. Jahrhundert erwähnt und 1525 im Zuge des Bauernkrieges zerstört und später abgebrochen.